# Fixation (Auge)
Mit Fixation wird in der Augenheilkunde das gezielte Betrachten (Fixieren) eines Objektes im Außenraum bezeichnet. Im Normalfall geschieht dies so, dass das Bild des Objektes dabei auf die Netzhautregion mit höchstem Auflösungsvermögen fällt, die Sehgrube (Fovea centralis), was auch als zentrale oder foveale Fixation bezeichnet wird. Hierbei vermittelt die Foveola den Bezugspunkt „Mitte“ für die relative Lokalisation sowie das Richtungsempfinden „geradeaus“ und repräsentiert damit die physiologische Hauptsehrichtung des Auges, die im physikalischen Raum als Gerade zwischen Foveola und Fixierobjekt auch Gesichtslinie genannt wird. Alle anderen Netzhautpunkte und Objekte im Gesichtsfeld stellen Nebensehrichtungen dar, die sich durch eine andere Lokalisation der Objekte von der Hauptsehrichtung unterscheiden. Man nennt dies auch die relative Lokalisation des Auges. Sie bleibt solange erhalten, wie auch eine foveale Fixation besteht. 
Von ihr unterscheidet man die egozentrische Lokalisation, die sich auf den eigenen Körper bezieht und auch dann erhalten bleibt, wenn keine foveale Fixation mehr besteht. Neben intakten anatomischen und funktionellen Strukturen sind demnach die Entwicklung und Erhaltung der Hauptsehrichtung der Fovea centralis und ihrer Eigenschaft als motorischer Nullpunkt des Auges Voraussetzungen für eine zentrale Fixation.

## Pathophysiologie
Verliert die Foveola ihre Eigenschaft als Fixationsort, so können zwei unterschiedliche Zustände eintreten: die exzentrische Einstellung und die exzentrische Fixation. 

### Exzentrische Einstellung
Eine exzentrische Einstellung liegt dann vor, wenn die Benutzung der Foveola bspw. durch eine Makuladegeneration nicht mehr möglich, ihre Hauptsehrichtung jedoch noch erhalten ist. Auch subjektiv hat der Betroffene in solchen Fällen das Gefühl, an einem Objekt „vorbeisehen“ zu müssen, da es sonst von einem zentralen Skotom überdeckt wird. Die Foveola bleibt jedoch nach wie vor das Zentrum des Gesichtsfeldes. In der Regel findet sich diese Situation erst im Erwachsenenalter.

### Exzentrische Fixation
Der Begriff exzentrische Fixation wird dann verwendet, wenn die Hauptsehrichtung nicht mehr mit der Foveola assoziiert ist, sondern mit einem anderen Punkt der Netzhaut, der zur Fixation herangezogen wird. Dies geschieht in der Regel bei Schielerkrankungen und führt zu einer Amblyopie. Gleichzeitig geht die Hauptsehrichtung auf den exzentrischen Netzhautpunkt über. Auch subjektiv hat ein Betroffener in dieser Situation den Eindruck, ein Objekt direkt anzuschauen. Demnach orientiert sich auch die relative Lokalisation an der neuen Hauptsehrichtung, die nun durch die Netzhautstelle der exzentrischen Fixation repräsentiert wird. 
Man unterscheidet grundsätzlich folgende Arten exzentrischer Fixation:
- parafoveolare Fixation (innerhalb des Wallreflexes bis etwa 2°)
- parafoveale Fixation (außerhalb des Wallreflexes von etwa 2° bis 5°)
- periphere Fixation (> 5°)
- Fixationslosigkeit (Afixation)
- Der Vollständigkeit halber sei hier auch die nystagmiforme Fixation genannt, eine unstete oder unruhige Variante der genannten Fixationsformen.

Man geht davon aus, dass mit zunehmender Exzentrizität der Fixation auch eine höhere Visusverschlechterung einhergeht, jedoch ist eine sichere Beziehung zwischen diesen Parametern nicht nachgewiesen. Eine entsprechende Bedeutung kommt hier auch den verwendeten Prüfverfahren zu.

## Untersuchung
Die Beurteilungsmöglichkeiten bei Untersuchungen im freien Raum sind sehr begrenzt. Zwar können verschiedene Merkmale auf eine Amblyopie hindeuten, gestatten jedoch kaum zuverlässige Aussagen über die Fixation, schon gar nicht über deren Ort auf der Netzhaut. Deshalb bietet sich in der Regel ein Augenspiegel (Visuskop) an, mit dem man ein kleines Fixierobjekt, meistens ein Sternchen, auf den Augenhintergrund projiziert und gegebenenfalls mittels Vorschalten entsprechender Korrekturgläser eine bestehende Fehlsichtigkeit ausgleicht, bis das Objekt scharf auf dem Fundus abgebildet wird. Die Kontrolle erfolgt durch den Untersucher, der von der anderen Seite des Augenspiegels in das Auge und auf den Augenhintergrund blickt und so immer erkennen kann, wo das Fixierobjekt gerade abgebildet wird. Selbst Kleinkinder können mit Unterstützung eines optomotorischen Reflexes, der für eine zentrale Einstellung eines peripher dargebotenen Bildreizes sorgt, begutachtet werden. Gleichwohl gestalten sich die Inspektionen nicht einfach, und die Ergebnisse sind mit entsprechender Vorsicht zu bewerten. Ältere Kinder und Erwachsene werden aufgefordert, exakt in die Mitte des dargebotenen Fixierobjekts zu blicken. Durch Nachfrage vergewissert sich der Untersucher darüber, ob der Proband tatsächlich auch selbst den Eindruck hat, geradeaus das Zentrum des Objekts zu fixieren.
Liegt eine exzentrische Einstellung vor, wird sich das Fixierbild zuerst an einer Netzhautstelle neben der Foveola abbilden, dann jedoch in der Regel nach wiederholter Aufforderung geradeaus zu schauen zentral auf derselben. Bei einer exzentrischen Fixation wird sich das Objekt neben, über oder unter der Foveola befinden, wobei der Untersuchte auch in dieser Situation angibt, dieses direkt und geradeaus anzublicken.
Eine weitere Untersuchungsmöglichkeit bietet ein Haploskop, das mit einem so genannten Haidinger-Büschel ausgestattet ist. Dieses ist ein entoptisches Phänomen, welches ausschließlich mit der Foveola wahrgenommen werden kann. Nicht alle Patienten mit exzentrischer Fixation können es erkennen, ebenso wie Personen mit organisch bedingtem Zentralskotom. Hingegen wird bei exzentrischer Fixation das Haidinger-Büschel genau dort lokalisiert, wohin die Sehrichtung der Foveola tatsächlich zeigt.

## Behandlung
Zur aktiven Beeinflussung pathologischen Fixationsverhaltens können gegebenenfalls pleoptische Verfahren angewendet werden. Ansonsten sind Okklusionen des besseren Auges zur Amblyopiebehandlung die Regel. In besonderen Fällen wird auch das schlechtere Auge okkludiert (inverse Okklusion) mit dem Ziel, eine sehr stabile exzentrische Fixation zu „lösen“. Man erhofft sich allgemein die Rückkehr zu einer foveolaren, zentralen Fixation, die Wiederherstellung der damit assoziierten Hauptsehrichtung und somit eine Verbesserung der Sehschärfe und Orientierung.

## Sonstiges
Wissenschaftliche Analysen des Fixationsablaufs, zum Beispiel bei der Betrachtung eines Bildes oder beim Lesen, erfolgt durch Blickbewegungsregistrierung. Als Hilfsmittel werden dabei sogenannte Eyetracker verwendet.